# Troppo avanti
Troppo avanti è un singolo del rapper italiano Piotta realizzato in collaborazione con Caparezza, estratto nel 2007 dall'album Multi culti. Come sottolineato dal cantante, l'espressione «sto troppo avanti» è autoironica e sarcastica, come lo è - secondo Piotta - la città di Roma.

## Video musicale
Il videoclip del brano è diretto da Simona Lianza, di cui è l'idea di contestualizzare lo stesso in una sala giochi. Come affermato da Piotta, l'ambientazione si collega alla metafora della vita come un videogame, dove l'«essere troppo avanti» è caratterizzato da «storie inverosimili».
Nel video Caparezza interpreta il protagonista di un videogame che guida una moto degli anni ottanta per le strade di una città moderna.
Il video vede inoltre la partecipazione del Trio Medusa, nel ruolo di tre improbabili supereroi simil-anime giapponese.
Il successo della canzone ha dato il titolo al secondo libro di Piotta edito da Castelvecchi e ad un programma da lui condotto in onda dal 2007 sulla storica emittente radiofonica indipendente Radio Città Futura.

## Tracce
1. Troppo avanti (feat. Caparezza) - 3:39